# شرطة بلجيكا
شرطة بلجيكا هو الاسم الرسمي لخدمات الشرطة في بلجيكا. منذ إصلاح الشرطة في عام 1998، اُدمجت شرطة البلدة مع قوات الدرك وانقسمت المؤسسة الجديدة إلى مستويين: «الشرطة الاتحادية» (تعمل على المستوى الوطني) و«الشرطة المحلية» (مقسمة إلى 192 دائرة شرطة).
الشرطة البلجيكية تشكل قوة اسمها «انضباط 3» في البحث والتخطيط لحالات الطوارئ في بلجيكا. لدى الشرطة البلجيكية حوالي 12300 شرطي وموظف.